# Paôliné Ekambi
Paôliné Ekambi Kingue (* 14. Mai 1962 in Paris) ist eine ehemalige französische Basketballspielerin.

## Werdegang
Ekambi wurde als Tochter einer französischen Mutter und eines kamerunischen Vaters geboren. Ihr Vater war Berufsfußballspieler. Sie wurde im französischen Leistungszentrum INSEP gefördert. Ekambi gab 2021 gegenüber der Sportzeitung L’Équipe an, im Alter von 14 bis 16 Jahren mehrmals von ihrem Vater vergewaltigt worden zu sein. Ihre Mutter habe davon gewusst, aber nichts unternommen.
Ekambi hatte bereits drei Mal die französische Meisterschaft gewonnen, als sie 1984 in die Vereinigten Staaten ging und am Marist College studierte und Basketball spielte. Sie war damit die erste Französin, die in der NCAA Basketball spielte. Als sie die Hochschule 1986 verließ, stand sie in der ewigen Bestenliste des Marist College mit 6,7 Rebounds je Begegnung auf dem dritten Platz.
1993 erreichte sie mit Frankreich das Europameisterschaftsendspiel, welches gegen Spanien verloren wurde. Ekambi erzielte im Endspiel zwei Punkte. Sie nahm ebenfalls an den EM-Endrunden 1980, 1985, 1987 und 1989 teil. Bei der EM 1985 war sie mit 18,1 Punkten je Begegnung viertbeste Korbschützin des Turniers. Mit 254 Länderspielen war sie bis 2017, als sie von Céline Dumerc überholt wurde, die Spielerin mit den meisten Einsätzen für Frankreich. In ihren Länderspielen erzielte Ekambi, die zeitweise Spielführerin der französischen Auswahl war, insgesamt 2321 Punkte.
2024 wurde sie als Ritterin der Ehrenlegion ausgezeichnet.

### Erfolge
- Zweite der Europameisterschaft 1993
- Zweite der Mittelmeerspiele 1993
- Zweite der Junioren-Europameisterschaft 1981
- Französische Meisterin 1980, 1983, 1984
- Französische Pokalsiegerin 1982, 1983, 1985
- Französische Jugendmeisterin 1981